# Ariya Jutanugarn
Ariya Jutanugarn, née le 23 novembre 1995 à Bangkok en Thaïlande, est une golfeuse professionnelle thaïlandaise.

## Carrière professionnelle
Ariya Jutanugarn et sa grande sœur Moriya grandissent à Bangkok en Thaïlande. Si Ariya est seize mois plus jeune que sa sœur, elle est plus grande et puissante qu'elle. Leurs parents tient une boutique de matériel de golf dans la capitale thaïlandaise.
En 2007, Ariya Jutanugarn se qualifie à l'âge de 11 ans pour le Honda LPGA Thailand, faisant d'elle la plus jeune joueuse à se qualifier pour un événement du LPGA Tour. Vainqueur de l'US Open junior féminine en 2011, elle est désignée à deux reprises meilleure joueuse junior par l'AJGA. En 2013, alors que sa sœur fait ses débuts sur le LPGA Tour, Ariya reste sur le Ladies European Tour après une importante blessure à l'épaule survenue lors d'un jeu avec une bouteille d'eau qui l'a fait glisser sur l'herbe humide. L'année suivante, les deux sœurs jouent ensemble l'International Crown pour leur pays,.
À la recherche de sa première victoire sur le circuit LPGA, Jutanugarn manque dix cuts consécutifs lors de la saison 2015. En bonne position pour remporter l'ANA Inspiration au début de l'année 2016, elle s'incline face à Lydia Ko après avoir mené de deux coups à trois trous de la fin du tournoi. Assisté par un nouvel entraîneur de swing, Gary Gilchrist, elle remporte ses trois premiers tournois sur le circuit LPGA en mai 2016,. Avec un fer-2, un club rare dans le circuit professionnel féminin ou masculin, la golfeuse de 20 ans domine le circuit professionnel. Le 31 juillet 2016, elle est la première Thaïlandaise à remporter l'Open britannique dames. 
Dans la course à la médaille aux Jeux olympiques après avoir réussi le meilleur score du premier tour avec une carte de 65, elle doit abandonner après treize trous au troisième tour du tournoi pour une blessure au genou gauche. Après avoir senti une blessure lors du deuxième tour, elle ressent une douleur importante qui l'empêche de s'entraîner après le deuxième tour. Après avoir reçu un traitement médical au village olympique, il tente de terminer le tournoi olympique mais échoue.
A l'US open féminin 2018, Ariya Jutanugarn se construit une large avance de sept coups qu'elle perd pour être emmenée en barrages par la Sud-Coréenne Kim Hyo-joo, notamment à cause d'un triple bogey sur le trou 10. La Thaïlandaise remporte le tournoi en sauvant le par sur le quatrième trou de barrages grâce à une belle approche depuis le bunker,,. Un mois plus tard, sa victoire à l'Open d'Écosse féminin lui permet de retrouver sa place de numéro 1 mondial,,.

## Victoires professionnelles (13)

### Victoires sur le circuitLPGA(12)
| N° | Date             | Tournoi                          |
| -- | ---------------- | -------------------------------- |
| 1  | 8 mai 2016       | Yokohama Tire LPGA Classic       |
| 2  | 22 mai 2016      | Kingsmill Championship           |
| 3  | 29 mai 2016      | Volvik Championship              |
| 4  | 31 juillet 2016  | RICOH Women's British Open       |
| 5  | 28 août 2016     | Canadian Pacific Women's Open    |
| 6  | 11 juin 2017     | Manulife LPGA Classic            |
| 7  | 19 novembre 2017 | CME Group Tour Championship      |
| 8  | 20 mai 2018      | Kingsmill Championship (2)       |
| 9  | 3 juin 2018      | US Open                          |
| 10 | 29 juillet 2018  | Ladies Scottish Open             |
| 11 | 9 mai 2021       | Honda LPGA Thailand              |
| 12 | 17 juillet 2021  | Dow Great Lakes Bay Invitational |

### Victoires sur leLET(3)
| N° | Date            | Tournoi                    |
| -- | --------------- | -------------------------- |
| 1  | 31 mars 2013    | Lalla Meryem Cup           |
| 2  | 31 juillet 2016 | RICOH Women's British Open |
| 3  | 29 juillet 2018 | Ladies Scottish Open       |

## Parcours en tournois majeurs
| Tournoi                                      | 2010          | 2011          | 2012          | 2013 | 2014 | 2015 | 2016 | 2017 | 2018 | 2019 |
| -------------------------------------------- | ------------- | ------------- | ------------- | ---- | ---- | ---- | ---- | ---- | ---- | ---- |
| Kraft Nabisco Championship / ANA Inspiration | DNP           | T25           | T22           | DNP  | DNP  | T20  | 4    | T8   | T4   | T61  |
| Championnat de la LPGA                       | DNP           | DNP           | DNP           | DNP  | DNP  | CUT  | 3    | CUT  | 1    | T10  |
| Open américain                               | CUT           | CUT           | DNP           | DNP  | DNP  | CUT  | T17  | CUT  | T40  | T26  |
| Open britannique                             | DNP           | DNP           | DNP           | DNP  | T45  | CUT  | 1    | CUT  | T4   | T11  |
| The Evian Championship                       | Pas un Majeur | Pas un Majeur | Pas un Majeur | DNP  | DNP  | T46  | T9   | CUT  | 36   | 5    |

| Tournament                                 | 2020 | 2021 | 2022 | 2023 | 2024 | 2025 |
| ------------------------------------------ | ---- | ---- | ---- | ---- | ---- | ---- |
| ANA Inspiration / The Chevron Championship | T11  | T60  | T53  | T14  | CUT  | T2   |
| Open américain                             | T9   | T7   | CUT  | CUT  | CUT  |      |
| Championnat de la LPGA                     | T37  | T46  | T54  | T24  | T32  |      |
| The Evian Championship                     | NT   | T19  | CUT  | T28  | T35  |      |
| Open britannique dames                     | T22  | T10  | T28  | CUT  | 6    |      |

DNP = N'a pas participé

CUT = éliminé après les deux premiers tours d'un tournoi

T = Place partagée

NT = Tournoi non organisé

Le fond vert montre les victoires et le fond jaune un top 10.

1 : Annulé en raison de la pandémie de COVID-19